# Заруддя (Вінницький район)
Зару́ддя — село в Україні, в Оратівській селищній громаді Вінницького району Вінницької області. Розташоване на обох берегах річки Гнила (притока Роськи) за 6 км на південний захід від смт Оратів. Населення становить 630 осіб (станом на 1 січня 2018 р.).

## Історія
На горбистій місцевості, що тягнеться здовж болотистих берегів, у XVIII ст. виникло перше землеробське поселення, що складалося з двох десятків будівель. Знаходилося воно за болотистими низинами, за рудами, як говорили місцеві жителі. Звідси і походить назва села — Заруддя. Звертають на себе увагу промовисті назви сільських вулиць або кутків, що побутують у селі понині: Загора, Злодівка, Горобіївка, Собачівка, Цимбалівка, Гадомщина, Садиба, Хутір.
На території Заруддя, очевидно, були давніші поселення, про що свідчать залишки підземних ходів.
М'які ґрунти річкової долини селяни обробляли дерев'яними сохами із залізними наконечниками (сошниками), сіяли пшеницю, ячмінь, просо. Продуктивність праці була дуже низькою, урожай — мізерним, продуктів ледве вистачало на харчування.
Напередодні Першої світової війни в Заруддя приїхав пан Ярошинський, який викупив земельні володіння в пана Козіцького. Понад півтори тисячі гектарів поміщицької землі розкинулись широкими полями навколо Заруддя та Гоноратки. У господарстві налічувалося 96 коней, 88 волів, 23 корови. Поля оброблялись кіньми та волами, сіяли вручну пшеницю, жито, гречку, овес, ячмінь та цукрові буряки. Панські робітники, які жили у сирих бараках, не справлялись з важкими непосильними роботами, люди жили бідно. Із 180 селянських дворів лише 93 мали свою землю (по 1-2 десятини). Щоб не вмерти з голоду, селяни вимушені були найматися на роботу до поміщика. За важку працю пан платив дуже мало: десять карбованців і три корця зерна на рік. Хліб збирали серпами і косами, молотили ціпами. На все велике господарство була лише одна молотарка, яку рухав локомобіль. Пан Ярошинський дуже повільно перебудовував своє господарство на капіталістичний лад. Весь тягар роботи лягав па плечі селянина.
Наприкінці листопада 1917 року в центрі села зібрався незадоволений люд. Рушили до панського маєтку. Пана вже не було, він встиг втекти в Польщу. На трибуну піднявся Сила Ілліч Новодворський і повідомив про перемогу робітничого класу в Петрограді і проголошення радянської влади.

## 1917—1990 рр
У 1920 році обрано Зарудянську сільську раду. Першим головою був Сила Ілліч Новодворський. Після війни головами сільської ради обиралися: Григорій Романович Дашок, Олена Олехова, Лідія Петрівна Марчукова, Володимир Кузьмович Демченко, Петро Григорович Дацюк, Володимир Іванович Чернюк, Григорій Дмитрович Богатир, Тетяна Кузьмівна Вакулюк.
У 1921 році в Зарудді було створено комітет бідноти, 1922 — комсомольська і партійна організації. Секретарем партійної організації був
Іван Захарович Гайзизулін. Комсомольців було вісімнадцять, членів партії — три.
У 1928 році комуністи і комсомольці організували ТОЗ, керівником якого був Олекса Гордійович Цукрук. Товариство ставило за мету привчити селян до колективного господарювання. Для утримання конюшні члени ТОЗу віддавали власні будівлі. Було відкрито кузню, стельмашню, усуспільнено 28 коней. ТОЗ мав 130 га орної землі. Врожай зібрали набагато кращий, ніж одноосібники. В перші дні радянської влади в селі був утворений радгосп, директором якого призначено Зеленського. У радгоспі було 1200 га землі. Сільськогосподарських машин не було, обробіток землі проводився кіньми, волами. Радгосп допомагав ТОЗу насінням.
Протягом 1929-1930 років у селі відбулася колективізація. Першим головою колгоспу був Марко Григорович Мартишок. Колгосп мав 1250 га землі. Колгоспники побудували тваринницька приміщення: конюшню, воловню та комору для зерна.
Більшість людей жили бідно. Особливо навесні в багатодітних сім'ях не вистачало продуктів. А в 1933 році настав справжній голод. У радгоспі була організована їдальня для робітників, де харчували двічі на день, тому сюди приходили на роботу не тільки люди з Заруддя, а й з навколишніх сіл. Однак смертність була високою. У Зарудді в цей голодний рік померло 66 жителів, але слідів їх могил немає.
Двадцять другого червня 1941 року фашистська Німеччина напала на Радянський Союз. На захист Батьківщини із села пішов 181 чоловік, 114 із них не повернулися з фронтових доріг. Сорок сім воїнів загинули, визволяючи село від німецько-фашистських загарбників. Імена сорока трьох із них встановити не вдалося. На честь вшанування подвигу загиблих у центрі села встановлено пам'ятник та закладено Алею пам'яті.
Через 20 повоєнних років у колгоспі ім. Калініна оброблялося 2640 га земельних угідь. Мали 17 тракторів, 11 комбайнів, 7 автомашин.
Виробничий напрямок: рільництво і тваринництво. У 1964 році зібрано 6650 ц пшениці, кукурудзи — 5090 ц, цукрових буряків — 75205 ц, картоплі -2400 ц. Продано державі 10200 ц хліба і 535 ц соняшнику. На тваринницькій фермі утримувалося 340 корів та 430 голів молодняка. Продано державі 4520 ц молока і 348 ц м'яса. Прибуток господарства становив понад півмільйона карбованців.
У радгоспі «Ударник» працювало 260 робітників. Земельних угідь було 1397 га, тракторів — 18, комбайнів — 8, автомашин — 17. Виробничий напрямок — тваринництво. На тваринницькій фермі утримувалось 260 корів та 468 голів молодняка, 1765 голів свиней, зокрема 78 свиноматок. Валове виробництво продукції становило 207000 крб. Продано державі 4495 ц молока, 522 ц м'яса, 4499 Ц зернових, 18082 ц цукрових буряків. Радгосп став високорозвиненим механізованим господарством.
У 1970 році за згодою членів господарства колгосп ім. Калініна приєднали до радгоспу «Ударник». Було створено єдиний автопарк, тракторний стан, об'єднано земельні масиви, тваринницькі ферми. Згідно з розпорядженням тресту сільськогосподарське підприємство села Заруддя стало називатися племрадгоспом з вирощування великої рогатої худоби. У радгосп стала надходити нова сільськогосподарська техніка. Трест направив на роботу в радгосп чотири агрономи, три зоотехніки, інженера.
З 1968 до 1980 року директором радгоспу «Ударник» працював Василь Васильович Кріт. З 1981 до 1987 року — Михайло Іванович Махновський.
За час його роботи підвищилась продуктивність праці, збільшилась урожайність, зросли надої молока, виробництво м'яса.
З травня 1987 року радгосп очолив Анатолій Іванович Мироненко, агроном за фахом, досвідчений керівник. У той час по всій країні велась боротьба з пияцтвом і алкоголізмом, вживались заходи щодо зміцнення трудової дисципліни. У селі також проводилась відповідна робота, що позитивно вплинуло на результати господарювання. Працівники радгоспу «Ударник» в цей час домоглися значних успіхів у виробництві сільськогосподарської продукції. Трактористи А. І. Герасименкоі С. Т. Федченко постійно викопували і перевиконували норми виробітку. По 6500-7000 ц зерна намолотили комбайнери С. Т. Федченко, І. II. Богатир, І. II. Цимбалюк. Водіями автомашин були Г. М. Кравчук та І. Г. Мудрий. Доярки Н. Н. Нанкінська. Г. Т. Дяченко, Н. О. Вільчинська отримували від фуражної корови по 3000 кг молока в рік. Телятниці 3. В. Козачок, А. І. Брижань домоглися відповідно 780 і 680 г середньодобового приросту ваги телят. Найкращими буряководами були М. І. Венжик, М. Р. Гончарук, Н. І. Тупчій.

## За роки незалежності
У 1990 році радгосп було реорганізовано в колективне сільгосппідприємство. У 1993 році було створено фермерські господарство «Надія», яке очолив В. П. Мартинюк.
У 1996 році відбулося розпаювання земель колективного сіл сільськогосподарського  підприємства «Хлібороб». Частина власників віддала свої паї в оренду колективному господарству, інші — в оренду фермерським господарствам або самостійно її обробляють. Сьогодні в Зарудді працює
три фермерських господарства: «Надія» (голова В. П. Мартинюк), «Валентина» (голова А. А. Зрубовенко), «Колос» (голова В. І. Зеленський), а також 35 господарств одноосібників, які самостійно обробляють свої земельні паї.
На території сільської ради знаходиться загальноосвітня середня школа І—II ступенів, заснована ще до революції. Спочатку то була земська школа, що давала початкову освіту. У 1930 році було організовано семирічку, а в 1960 її реорганізовано у восьмирічну. З 1991 року вона стала неповною середньою школою з навчанням дев'ять років. У 2001 році школу перейменовано в загальноосвітню середню школу I-I1 ступенів. Найдовше директорами школи працювали А. К. Кучер, М. Т. Бовкун, І. П. Прилуцький, який очолює школу і зараз. У 1975 році побудовано і введено в дію нове шкільне приміщення.
У 1947 році було створено сільську бібліотеку. Першим бібліотекарем була І. Д. Тупчій. Після неї довгий час працювали Л. К. Гевелюк, Н. С. Калашник (остання працює і нині).
Фельдшерсько-акушерський пункт села Заруддя було засновано 2 січня 1930 року рішенням сесії Зарудянської сільської ради. Першою завідувачкою ФАПу була М. А. Цукрук. Спочатку ФАП знаходився в пристосованому приміщенні. У 1965 році було введено вдію нове приміщення. Понад двадцять років медичну допомогу жителям села надає, M. М. Козаченко.
Відділення зв'язку було відкрито 1957 року. До цього жителів обслуговувало Оратівське відділення зв'язку.
Листоноша M. Р. Соловей та Н. М. Балюк кожного дня розносили пресу, листи, посилки. Завідувачами відділення працювали: Г. М. Висока, М. Р. Задояна, А. П. Балинська, А. І. Нагорна. Зараз його очолює Л. М. Зеленська.
У 1935 році в селі почав діяти клуб, що спочатку знаходився не у пристосованому приміщенні. Новий клуб збудували 1937 року. Тут працювали гуртки художньої самодіяльності, пересувна кіноустановка. Завідувачами клубу були M. С. Прилуцький, Д. О. Слюсар, В. В. Слюсар. Нині заклад має статус будинку культури.
8 жовтня 2016 року Михаїл, архієпископ Вінницький і Брацлавський, у селі Заруддя звершив чин освячення храму на честь Різдва Пресвятої Богородиці.
12 червня 2020 року, відповідно розпорядження Кабінету Міністрів України № 707-р «Про визначення адміністративних центрів та затвердження територій територіальних громад Вінницької області», село увійшло до складу Оратівської селищної громади.
19 липня 2020 року, в результаті адміністративно-територіальної реформи та ліквідації Оратівського району, село увійшло до складу Вінницького району.

## Населення

### Мова
Розподіл населення за рідною мовою за даними перепису 2001 року:
| Мова            | Кількість | Відсоток |
| --------------- | --------- | -------- |
| українська      | 680       | 99.42%   |
| російська       | 3         | 0.43%    |
| інші/не вказали | 1         | 0.15%    |
| Усього          | 684       | 100%     |

## Відомі люди
- Лелека Лука Степанович — розвідник, повний кавалер ордена Слави.

## Галерея

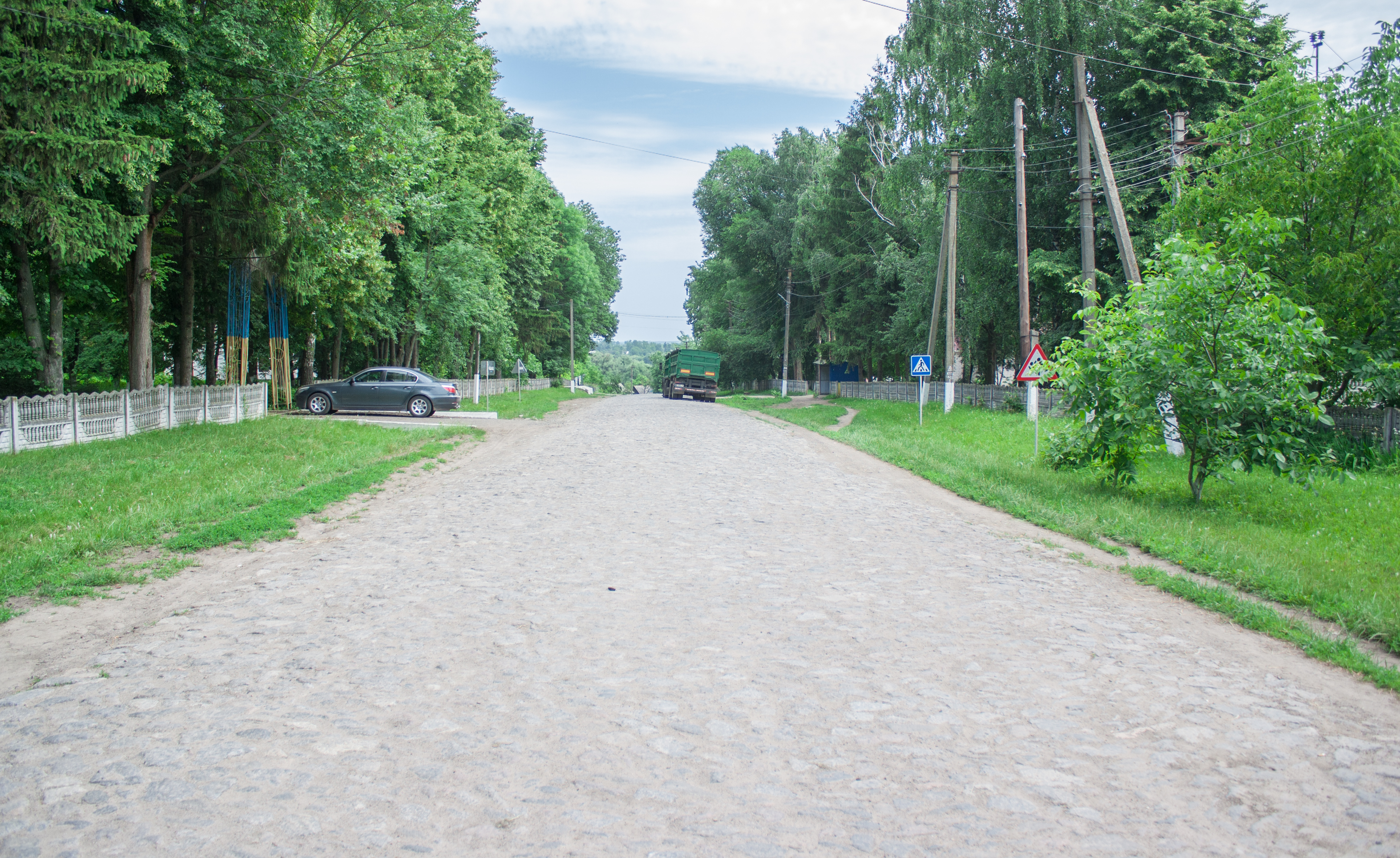
Вулиця Центральна
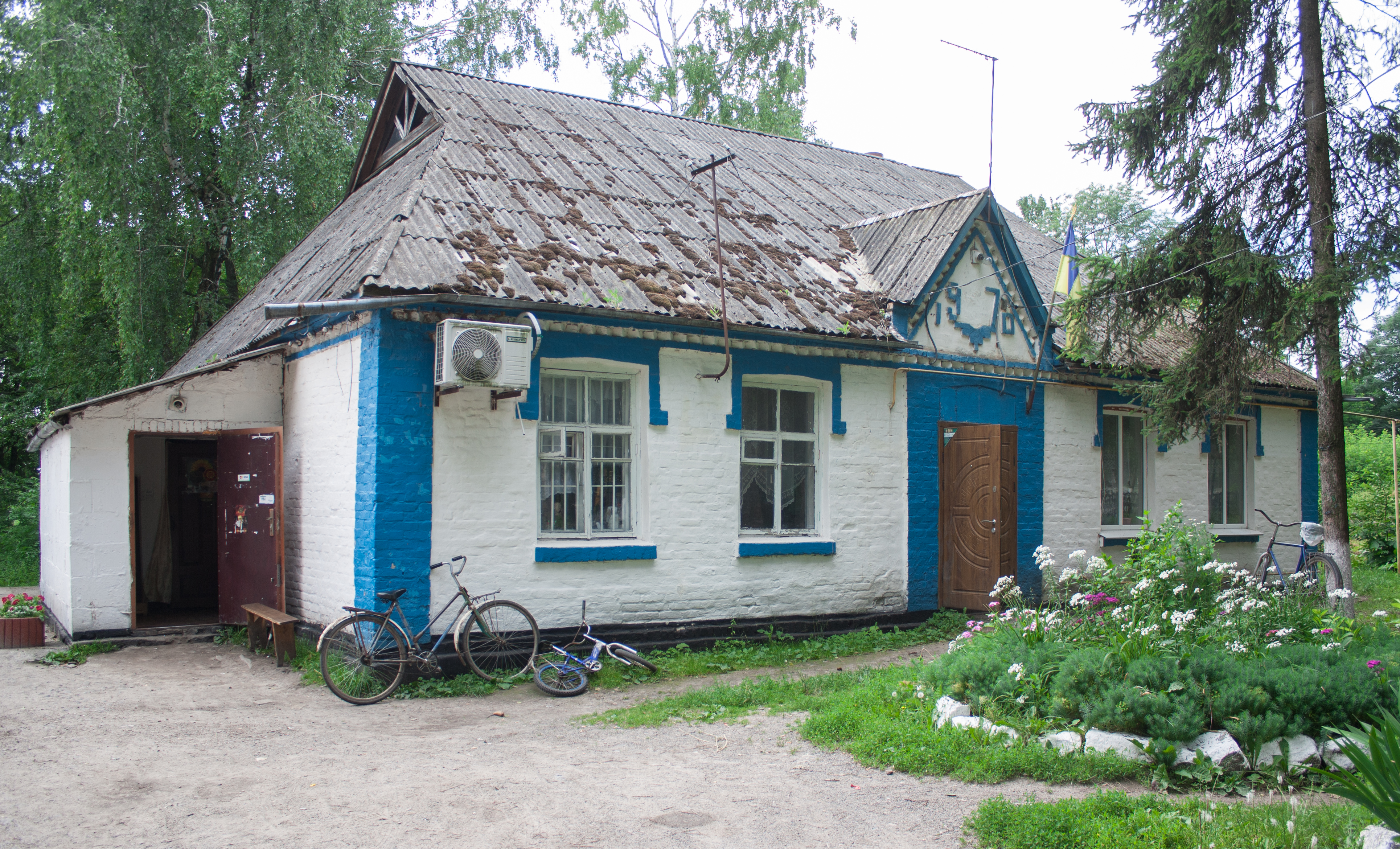
Сільська рада
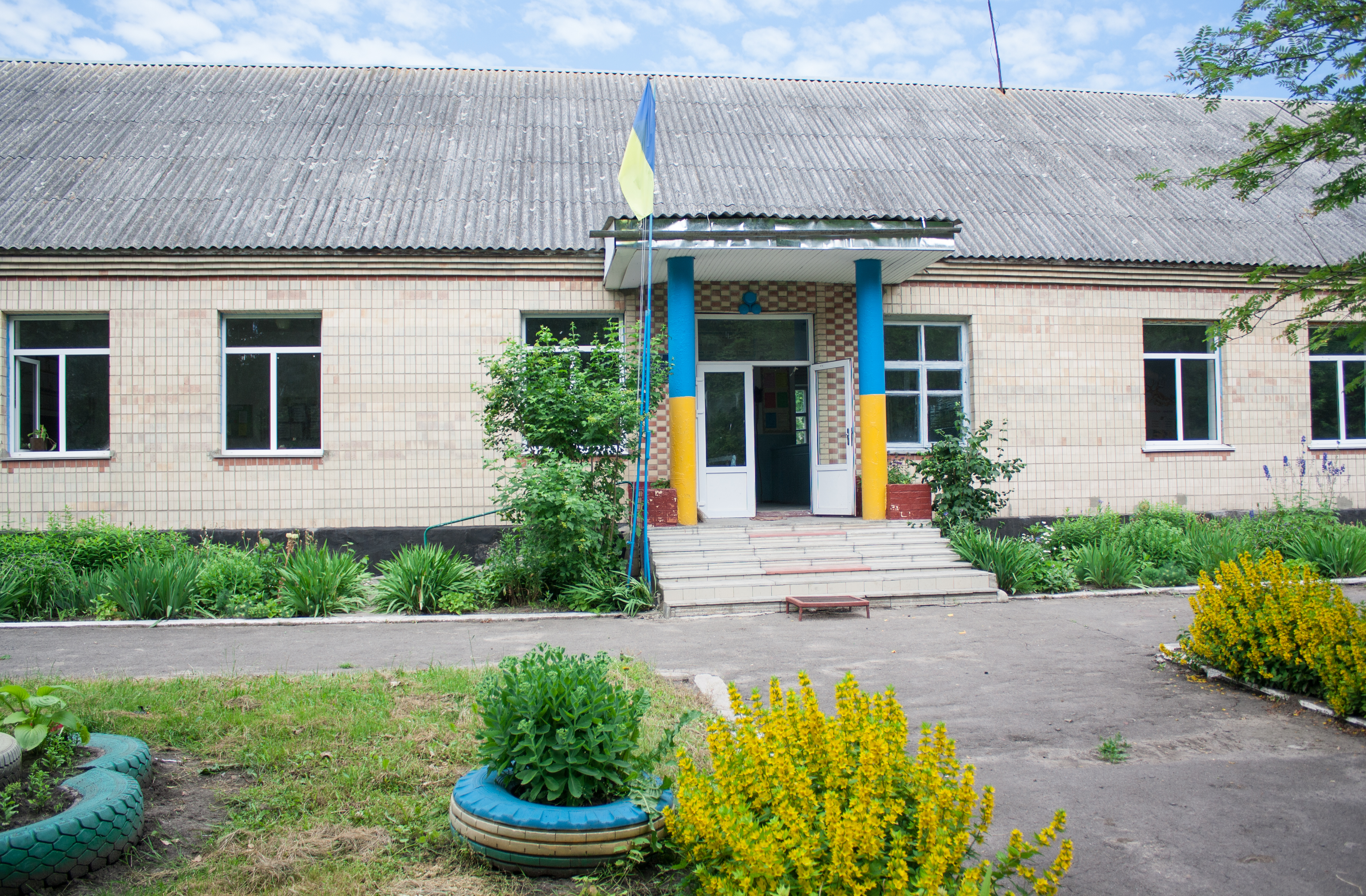
Школа
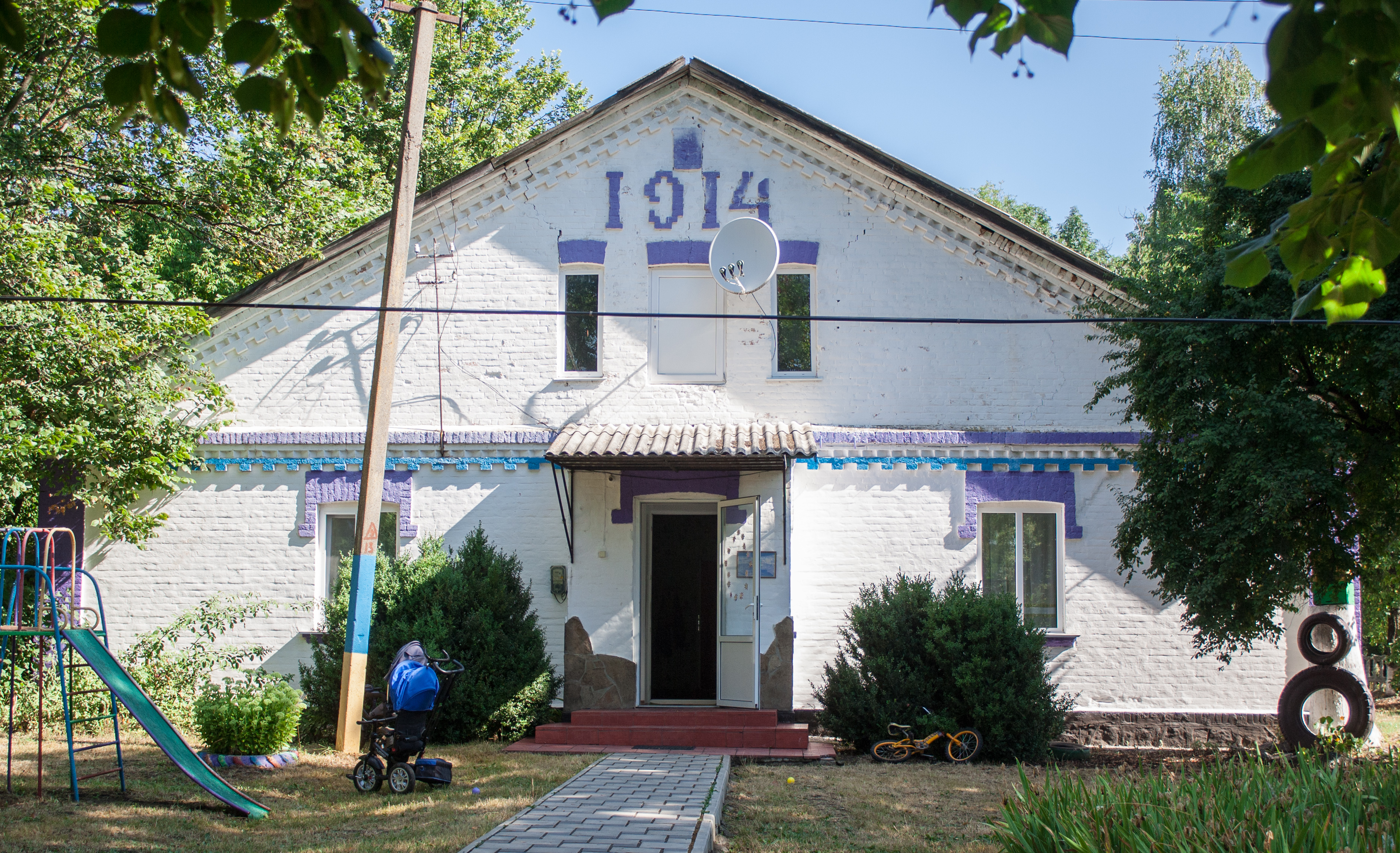
Дитсадок (колишній амбар 1914р.)
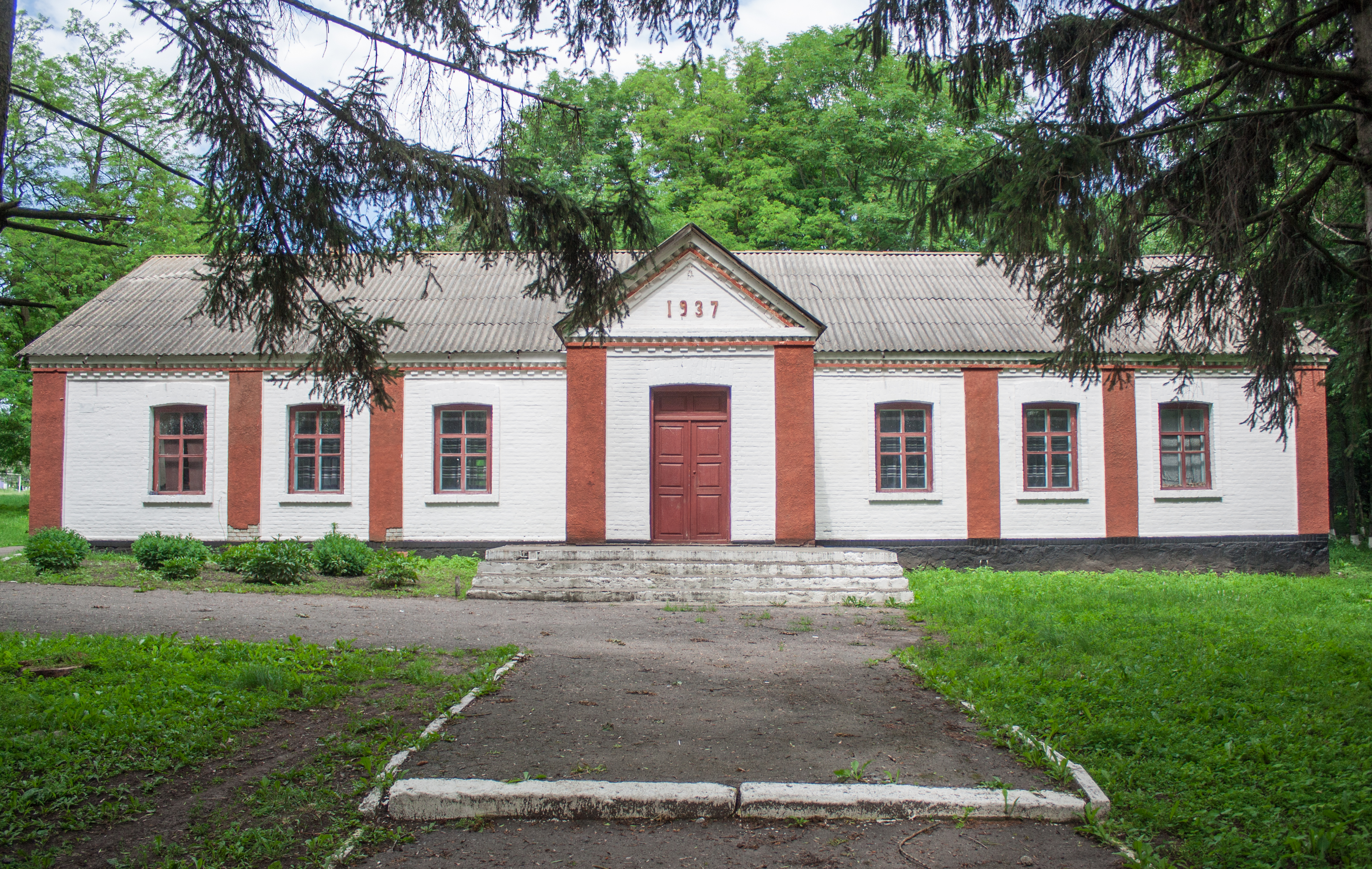
Будинок культури
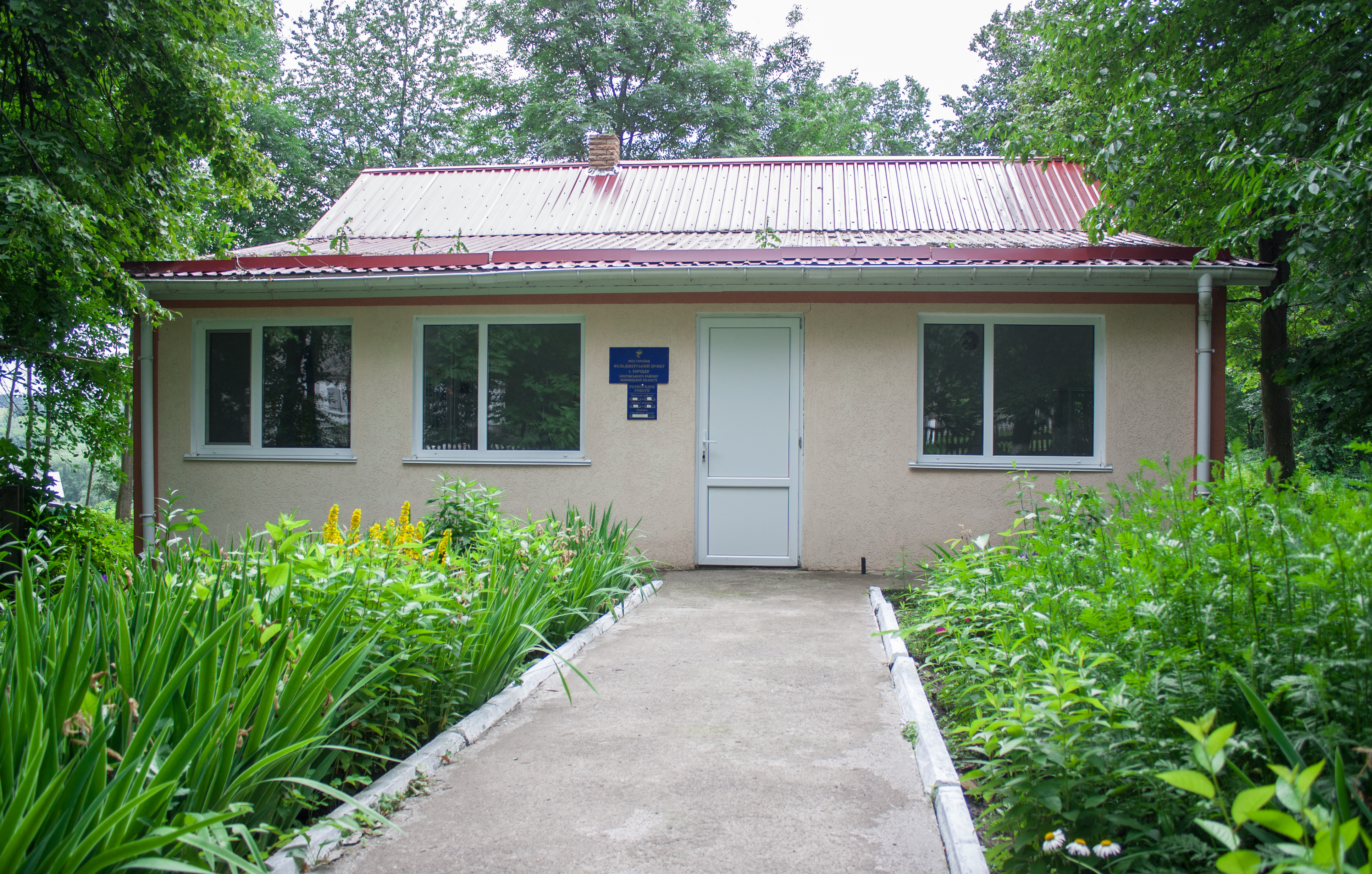
Фельдшерський пункт
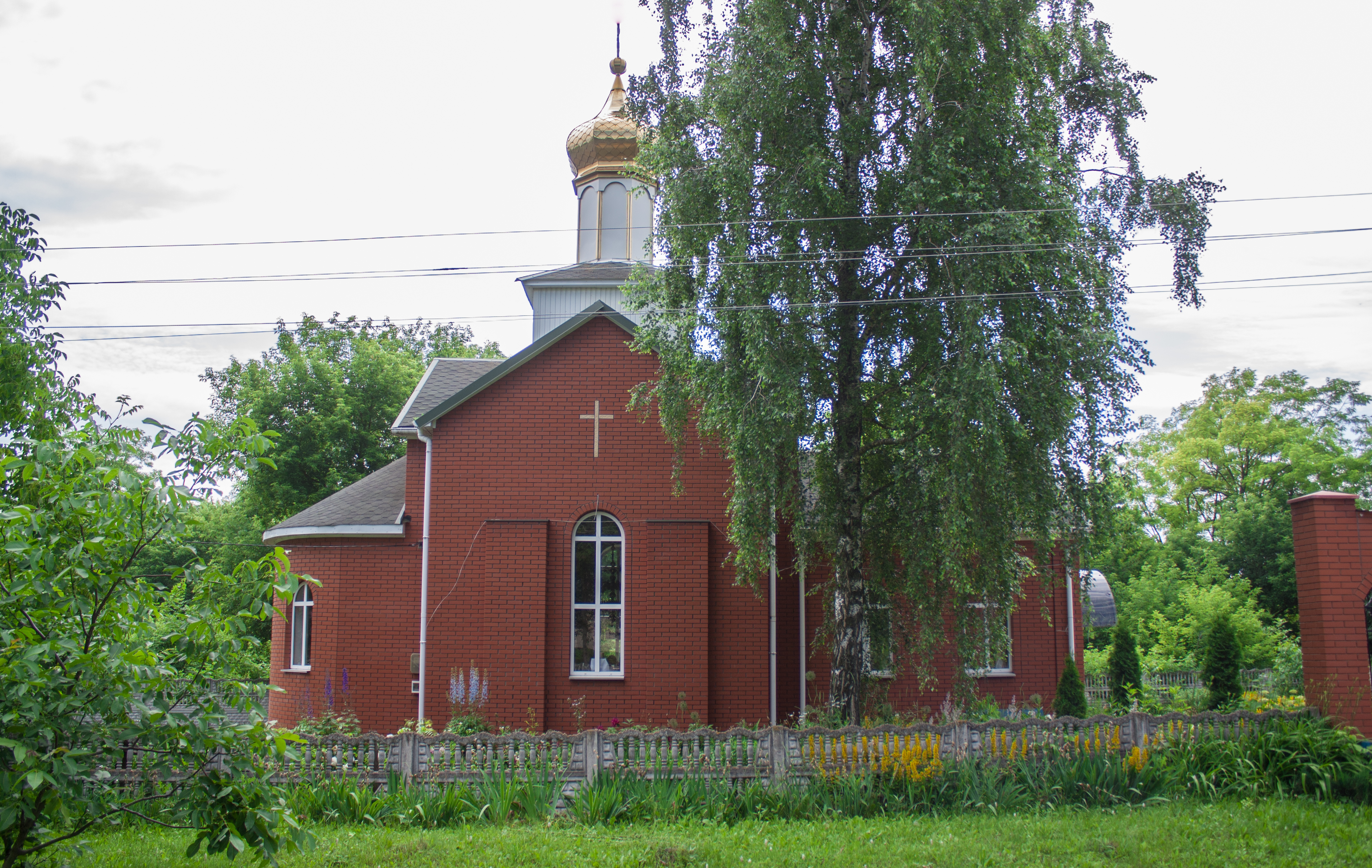
Церква
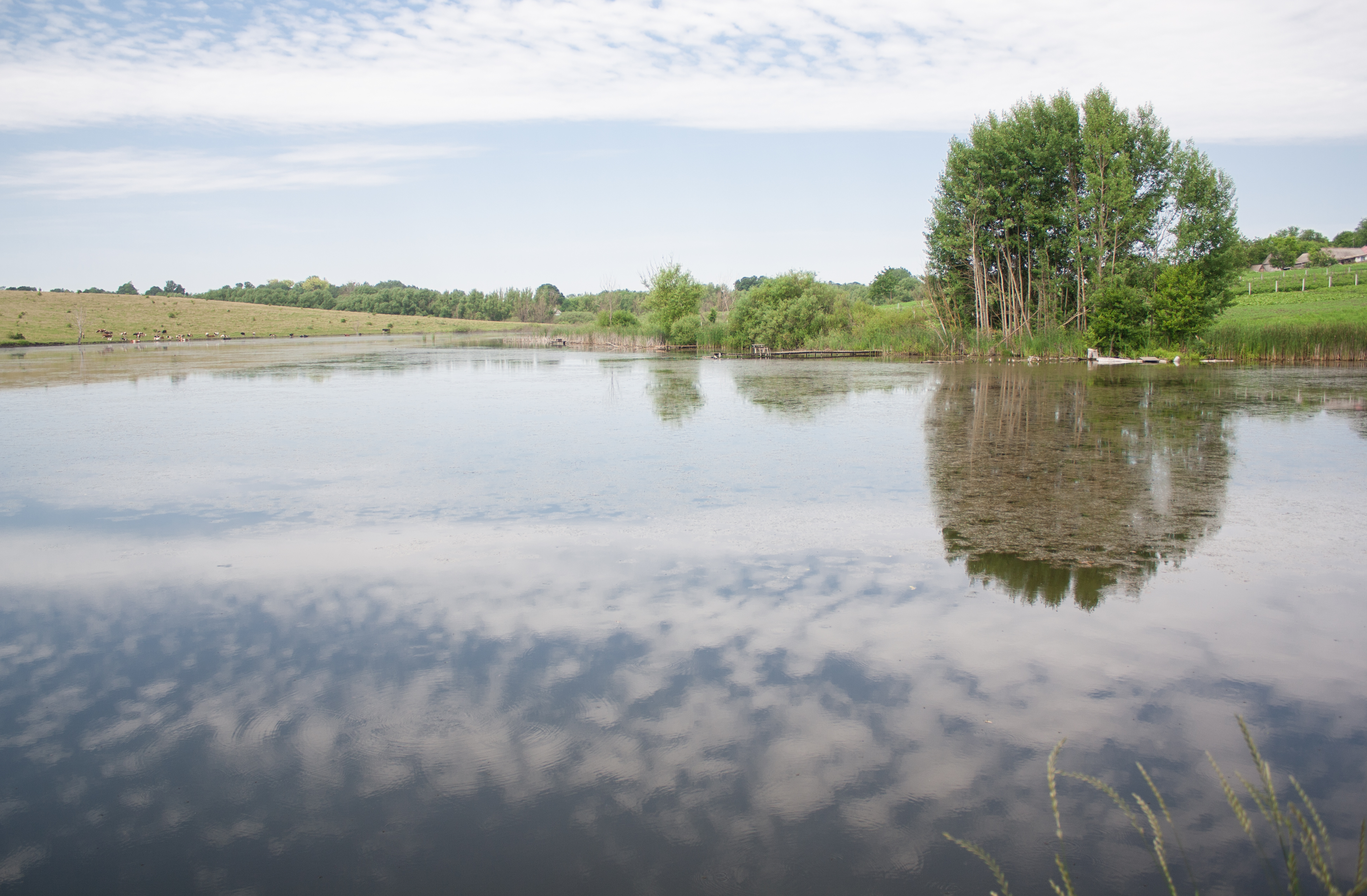
Ставок на річці Гнила
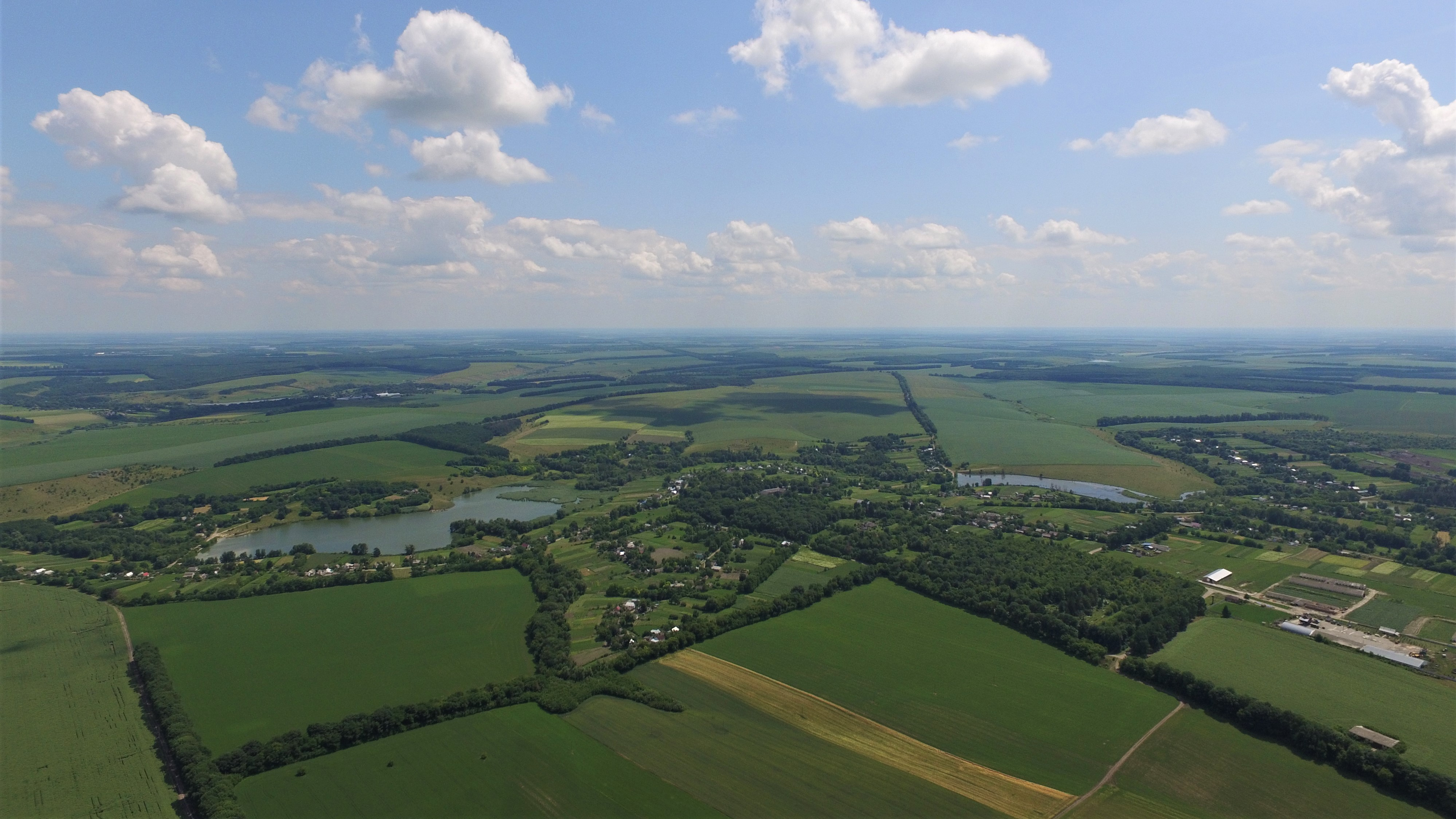
Аерофото села
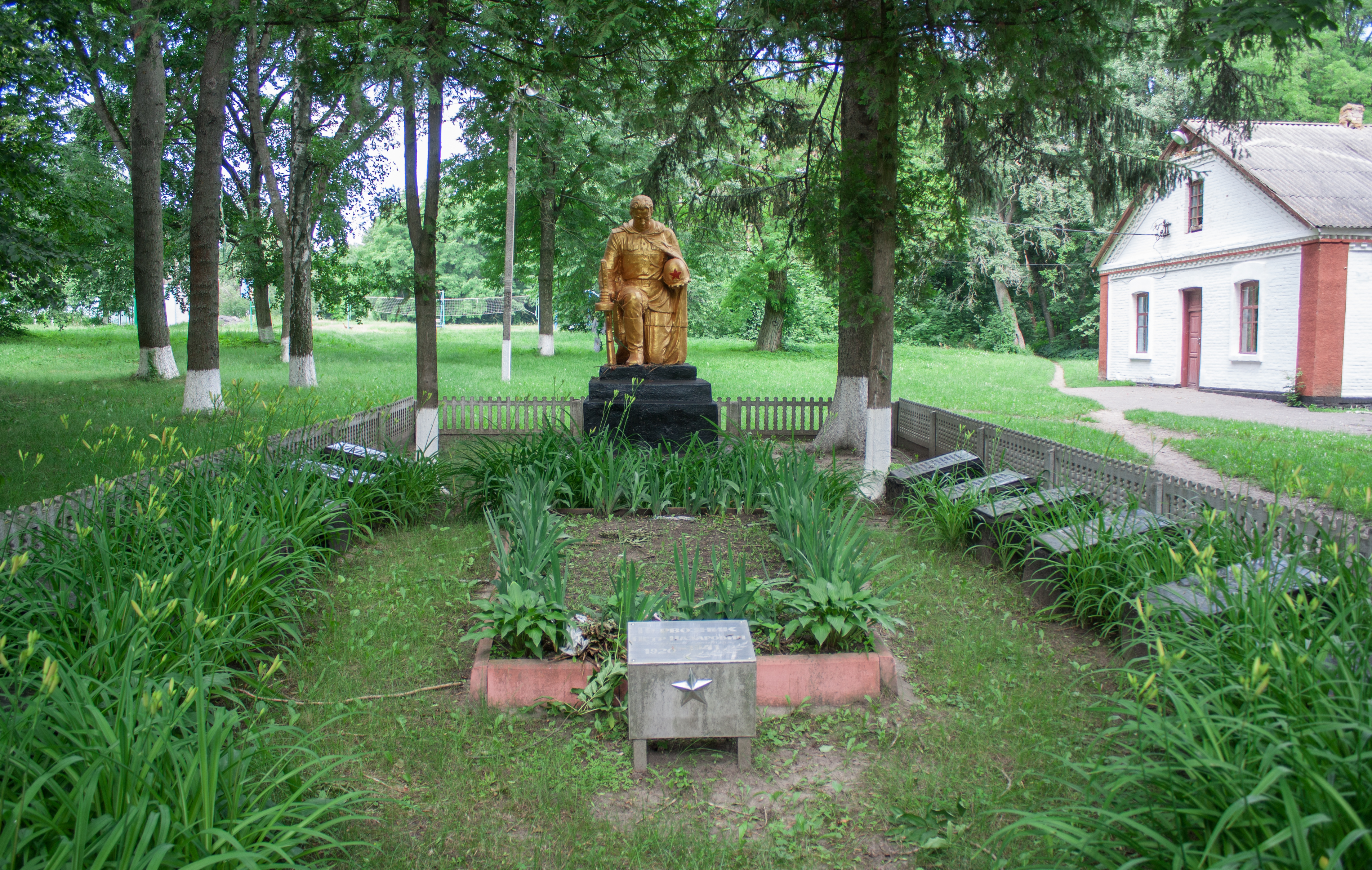
Братська могила радянських воїнів